# LG Hockey Games 2010
LG Hockey Games 2010 spelades under perioden 29 april − 2 maj 2010 i Globen, Stockholm och en match i Finland. LG Hockey Games ingår i Euro Hockey Tour som brukar erkännas som ett inofficiellt Europamästerskap i ishockey. 
Finland vann turneringen före Ryssland, Sverige och Tjeckien.

## Tabell
| Lag      | S | V | ÖV | ÖF | F | GM | IM | MS | P |
| -------- | - | - | -- | -- | - | -- | -- | -- | - |
| Finland  | 3 | 1 | 1  | 0  | 1 | 11 | 8  | +3 | 5 |
| Tjeckien | 3 | 1 | 1  | 0  | 1 | 7  | 7  | 0  | 5 |
| Ryssland | 3 | 1 | 0  | 1  | 1 | 10 | 11 | −1 | 4 |
| Sverige  | 3 | 1 | 0  | 1  | 1 | 6  | 8  | −2 | 4 |

## Resultat
Alla matchtider är lokala tider. 
| 29 april 2010 18:30 | Finland | 5 – 4 (str) 2−1, 2−2, 1−1, 0−0, 1−0 | Ryssland | Hartwall Arena, Helsingfors |

|  | | Matchsummering |                                                                           | Åskådare: 8 281         |                         |
|  | Hahl (05:03) Hietanen (PP1) (18:58) Aaltonen (22:04) Aaltonen (PP1) (31:00) Granlund (straff) (65:00) |                | (04:38) Mozyakin (30:03) (SH1) Kozlov (33:48) Sushinsky (43:48) Artiuchin | Domare: Sindler & Minar | Domare: Sindler & Minar |

| 29 april 2010 19:30 | Tjeckien | 2 – 1 (str) 1−1, 0−0, 0−0, 0−0, 1−0 | Sverige | Globen, Stockholm |

|  |                                              | Matchsummering |                | Åskådare: 6 654              |                              |
|  | Kašpar (SH1) (17:34) Klepiš (straff) (65:00) |                | (24:30) Hedman | Domare: Laaksonen & Partanen | Domare: Laaksonen & Partanen |

| 1 maj 2010 12:00 | Finland | 4 – 1 0−1, 1−0, 3−0 | Tjeckien | Globen, Stockholm |

|  |                                                                      | Matchsummering |                       | Åskådare: 5 132           |                           |
|  | Hartikainen (33:05) Salmela (47:12) Kontiola (52:33) Kapanen (56:03) |                | (05:36) (PP1) Voráček | Domare: Lärking & Sjöberg | Domare: Lärking & Sjöberg |

| 1 maj 2010 15:30 | Sverige | 2 – 4 0−1, 0−2, 2−1 | Ryssland | Globen, Stockholm |

|  |                                           | Matchsummering |                                                                                        | Åskådare: 9 332              |                              |
|  | Ekman Larsson (PP1) (44:23) Harju (56:57) |                | (16:12) (PP1) Ryasensky (38:33) (PP1) Sushinsky (39:41) (PP1) Atyushov (40:34) Kulemin | Domare: Laaksonen & Partanen | Domare: Laaksonen & Partanen |

| 2 maj 2010 12:00 | Ryssland | 2 – 4 1−0, 0−2, 1−2 | Tjeckien | Globen, Stockholm |

|  |                                 | Matchsummering |                                                                 | Åskådare: 3 545           |                           |
|  | Fedorov (02:32) Kulyash (57:33) |                | (21:57) Novotný (37:57) Koukal (56:49) Vampola (59:45) Červenka | Domare: Lärking & Sjöberg | Domare: Lärking & Sjöberg |

| 2 maj 2010 15:30 | Sverige | 3 – 2 2−1, 1−1, 0−0 | Finland | Globen, Stockholm |

|  |                                                       | Matchsummering |                                         | Åskådare: 10 035         |                          |
|  | Fransson (06:04) Nilson (06:28) Persson (SH1) (28:13) |                | (10:30) (PP1) Nummelin (26:07) Aaltonen | Domare: Ravodin & Olenin | Domare: Ravodin & Olenin |

## Poängligan
Not: SM = Spelade matcher, M = Mål, A = Assist, Pts = Poäng
| Spelare            | Land     | SM | M | A | Pts |
| ------------------ | -------- | -- | - | - | --- |
| Juhamatti Aaltonen | Finland  | 3  | 3 | 2 | 5   |
| Petri Kontiola     | Finland  | 3  | 1 | 3 | 4   |
| Sergej Fedorov     | Ryssland | 3  | 1 | 3 | 4   |
| Maksim Susjinskij  | Ryssland | 3  | 2 | 1 | 3   |
| Niklas Persson     | Sverige  | 3  | 1 | 2 | 3   |

## Utmärkelser

### Bästa spelare
Turneringens arrangörer röstade fram följande spelare:
- Bäste målvakt:  Ondrej Pavelec
- Bäste försvarsspelare:  Evgeny Ryasensenskiy
- Bäste anfallsspelare:  Juhamatti Aaltonen

### Medias all star-lag
- målvakt:  Ondrej Pavelec
- försvarsspelare  Evgeny Ryasensenskiy
- försvarsspelare  Petteri Nummelin
- anfallsspelare  Petri Kontiola
- anfallsspelare  Sergej Fedorov
- anfallsspelare  Juhamatti Aaltonen

### Fotnoter
1. ↑  ”Finland har redan vunnit LG Hockey Games”. Sportbladet. 2 maj 2010. http://www.aftonbladet.se/sportbladet/friidrott/article12296619.ab. Läst 20 januari 2016.